# Consall
Consall es una parroquia civil y un pueblo del distrito de Staffordshire Moorlands, en el condado de Staffordshire (Inglaterra).

## Geografía
Según la Oficina Nacional de Estadística británica, Consall tiene una superficie de 8,67 km².

## Demografía
Según el censo de 2001, Consall tenía 118 habitantes (48,31% varones, 51,69% mujeres) y una densidad de población de 13,61 hab/km². El 10,17% eran menores de 16 años, el 78,81% tenían entre 16 y 74, y el 11,02% eran mayores de 74. La media de edad era de 43,32 años. Del total de habitantes con 16 o más años, el 22,64% estaban solteros, el 63,21% casados, y el 14,15% divorciados o viudos.
Todos los habitantes eran blancos y originarios del Reino Unido. El cristianismo era profesado por el 88,14%, mientras que el 6,78% no eran religiosos y el 5,08% no marcaron ninguna opción en el censo. Había 51 hogares con residentes y 5 vacíos.